# Copa del Rey de fútbol 1916
La Copa del Rey de Fútbol 1916 fue la decimocuarta edición del torneo. Se disputó del 26 de marzo al 7 de mayo de 1916, siendo elegida como sede la final el Camp del Carrer Indústria de la ciudad de Barcelona. La victoria final fue por tercer año consecutivo para el Athletic Club de Bilbao, lo que le supuso además conquistar su primer trofeo en propiedad.

## Equipos clasificados
Este año además de los cuatro campeonatos regionales que ya venían funcionando se sumó la Copa de Andalucía cuyo ganador también conseguía una plaza para el Campeonato de España. Con esa incorporación, los clubes que obtuvieron derecho a participar en el torneo de 1916 fueron:
|  | Campeonato                      |                                 | Representante   |  |
|  | Campeonato Regional Sur         | Campeonato Regional Sur         | Español F. C.   |  |
|  | Campeonato de Cataluña          | Campeonato de Cataluña          | F. C. Barcelona |  |
|  | Campeonato Regional Centro      | Campeonato Regional Centro      | Madrid F. C.    |  |
|  | Campeonato de Galicia de Fútbol | Campeonato de Galicia de Fútbol | R. C. Fortuna   |  |
|  | Campeonato Regional Norte       | Campeonato Regional Norte       | Athletic Club   |  |

Aunque estos eran los clubes que tenían derecho a participar, Español F. C. y R. C. Fortuna finalmente no se incribieron con lo que la nómina de equipos quedó reducida a tres.

## Fase final
Al ser solo tres participantes, se declaró exento de la ronda de semifinales al Athletic Club, por ser el vigente campeón, y se disputó una eliminatoria a doble partido entre el Madrid F. C. y el F. C. Barcelona, para determinar el otro finalista.
|  | Semifinales               | Semifinales               | Semifinales               |  |  | Final        | Final     |
|  | 23 de marzo - 14 de abril | 23 de marzo - 14 de abril | 23 de marzo - 14 de abril |  |  | 7 de mayo    | 7 de mayo |
|  |                           |                           |                           |  |  |              |           |
|  | F. C. Barcelona           | 2                         | 1                         |  |  |              |           |
|  | Madrid F. C.              | 1                         | 4                         |  |  |              |           |
|  |                           |                           |                           |  |  | Madrid F. C. | 0         |
|  |                           |                           |                           |  |  |              |           |
|  |                           | Athletic Club             | 4                         |  |  |              |           |
|  |                           |                           |                           |  |  |              |           |
|  |                           |                           |                           |  |  |              |           |

### Semifinales
Las fechas elegidas para disputar la única semifinal fueron el 26 de marzo para la ida en Barcelona y el 2 de abril para la vuelta en Madrid. Como la eliminatoria quedó empatada con una victoria para cada equipo hubo de jugarse dos partidos de desempate, ambos en Madrid, el 13 y el 14 del mes de abril. Resaltar que el segundo de los partidos de desempate no llegó a terminarse ya que en la prórroga y como protesta ante el cuarto tanto de los madridistas se retiraron del campo. Alegaron que en la consecución del último tanto del Madrid F. C. hubo falta al portero barcelonista, con lo que al no ser escuchadas sus protestas por el colegiado del encuentro decidieron abandonarlo y retirarse de la competición.
| 1ª Semifinal (Ida); 26 de marzo de 1916 | F. C. Barcelona              | 2:1     | Madrid F. C. | Velódromo Parque de Deportes, Barcelona |                        |
|                                         | Alcántara 1T' · Martínez 2T' | Reporte | Petit 1T'    | Árbitro(s): Aguirreche                  | Árbitro(s): Aguirreche |

| 1ª Semifinal (Vuelta); 2 de abril de 1916 | Madrid F. C.                            | 4:1     | F. C. Barcelona | Estadio de O'Donnell, Madrid                        |                                                     |
|                                           | Bernabéu 1T' (pen.) 1T' 2T' · Petit 2T' | Reporte | Martínez 1T'    | Asistencia: 10.000 espectadores Árbitro(s): Montero | Asistencia: 10.000 espectadores Árbitro(s): Montero |

| 1ª Semifinal (1.er desempate); 13 de abril de 1916 | Madrid F. C.                                        | 6:6 (t. s.) | F. C. Barcelona                                                    | Campo de O'Donnell, Madrid |                       |
|                                                    | Belaunde 2' 2T' 87' Bernabéu 1T' (pro.) 118' (pen.) | Reporte     | Alcántara 1T' 2T' (pro.) · Bau 2T' · Mallorquí 2T' · Martínez 115' | Árbitro(s): Berraondo      | Árbitro(s): Berraondo |

| 1ª Semifinal (2º desempate); 14 de abril de 1916              | Madrid F. C.                                             | 4:2 (t. s.) | F. C. Barcelona | Campo de O'Donnell, Madrid |                       |
|                                                               | Bernabéu 1T' · Zabala 2T' · Sotero 1T' (pro.) 1T' (pro.) | Reporte     | Martínez 1T'    | Árbitro(s): Berraondo      | Árbitro(s): Berraondo |
| El Barcelona abandonó el partido antes del fin de la prórroga |                                                          |             |                 |                            |                       |

### Final
La final se jugó frente a 6000 espectadores en Barcelona en el Estadio de la Calle Industria, campo del RCD Español ubicado donde anteriormente había un Velódromo, el 7 de mayo a las cuatro de la tarde. Como ya pasara el año anterior el dominio de Athletic Club en la final fue abrumador. El partido comenzó con un gol tempranero del conjunto vasco y a partir de eso poco pudo hacer el Madrid F. C. El marcador al final de los 90 minutos marcaba un contundente 4 a 0, que le daba su séptimo título y la copa en propiedad.
| 1     | POR   | Cecilio Ibarreche        |  |
| 2     | DEF   | Luis María Solaun        |  |
| 3     | DEF   | Luis Hurtado             |  |
| 4     | MED   | Esteban Eguía            |  |
| 5     | MED   | José María «Belauste» I  |  |
| 6     | MED   | José Cabieces            |  |
| 7     | DEL   | Germán Echebarría        |  |
| 8     | DEL   | Rafael Moreno «Pichichi» |  |
| 9     | DEL   | Félix Zubizarreta        |  |
| 10    | DEL   | Luis Iceta               |  |
| 11    | DEL   | Domingo Gómez-Acedo      |  |
| D. T. | D. T. | Billy Barnes             |  |

| 1     | POR   | Eduardo Teus       |  |
| 2     | DEF   | José Antonio Erice |  |
| 3     | DEF   | Chefo Irureta      |  |
| 4     | MED   | Eulogio Aranguren  |  |
| 5     | MED   | René Petit         |  |
| 6     | MED   | José María Castell |  |
| 7     | DEL   | Manuel Pérez Gomar |  |
| 8     | DEL   | Luis Belaunde      |  |
| 9     | DEL   | Santiago Bernabéu  |  |
| 10    | DEL   | Juan Petit         |  |
| 11    | DEL   | Sotero Aranguren   |  |
| D. T. | D. T. | Sin entrenador     |  |

| 12' | Domingo Gómez-Acedo | 1:0 |
| 23' | Félix Zubizarreta   | 2:0 |
| 60' | Félix Zubizarreta   | 3:0 |
| 69' | Félix Zubizarreta   | 4:0 |

| Árbitro | Paco Bru |
| Reporte |          |

| 1     | POR   | Cecilio Ibarreche        |  |
| 2     | DEF   | Luis María Solaun        |  |
| 3     | DEF   | Luis Hurtado             |  |
| 4     | MED   | Esteban Eguía            |  |
| 5     | MED   | José María «Belauste» I  |  |
| 6     | MED   | José Cabieces            |  |
| 7     | DEL   | Germán Echebarría        |  |
| 8     | DEL   | Rafael Moreno «Pichichi» |  |
| 9     | DEL   | Félix Zubizarreta        |  |
| 10    | DEL   | Luis Iceta               |  |
| 11    | DEL   | Domingo Gómez-Acedo      |  |
| D. T. | D. T. | Billy Barnes             |  |

| 1     | POR   | Eduardo Teus       |  |
| 2     | DEF   | José Antonio Erice |  |
| 3     | DEF   | Chefo Irureta      |  |
| 4     | MED   | Eulogio Aranguren  |  |
| 5     | MED   | René Petit         |  |
| 6     | MED   | José María Castell |  |
| 7     | DEL   | Manuel Pérez Gomar |  |
| 8     | DEL   | Luis Belaunde      |  |
| 9     | DEL   | Santiago Bernabéu  |  |
| 10    | DEL   | Juan Petit         |  |
| 11    | DEL   | Sotero Aranguren   |  |
| D. T. | D. T. | Sin entrenador     |  |

| 12' | Domingo Gómez-Acedo | 1:0 |
| 23' | Félix Zubizarreta   | 2:0 |
| 60' | Félix Zubizarreta   | 3:0 |
| 69' | Félix Zubizarreta   | 4:0 |

| Árbitro | Paco Bru |
| Reporte |          |

|                       |
| Campeón Athletic Club |
| 7.º título            |